# التهاب البروستات الجرثومي المزمن
التهاب البروستات الجرثومي المزمن (بالإنجليزية: Chronic bacterial prostatitis)‏ هو خمج جرثومي يصيب غدة البروستاتا عند الرجال ويستمر لفترة 6 أسابيع على الأقل. يجب تمييزه عن الأشكال الأخرى من التهاب البروستات مثل: التهاب البروستات الجرثومي الحاد ومتلازمة الآلام الحوضية المزمنة.

## علامات وأعراض التهاب البروستات الجرثومي المزمن
يُعد التهاب البروستاتا الجرثومي المزمن حالة نادرة نسبيًّا، وتبدو الصورة السريرية له عادةً على شكل إنتانات بولية متكررة، قد تكون الأعراض غائبة تمامًا في بعض الحالات، حتى تلك المترافقة مع التهاب مثانة مزمن.
يحدث التهاب البروستاتا الجرثومي المزمن عند أقل من 5% من المرضى الذين يعانون من أعراض الإنتان البولي، وفي هذا السياق صرّح البروفيسور فايدنر أستاذ الطب في قسم أمراض المسالك البولية في جامعة جيسن: أجرينا دراساتٍ واسعة النطاق على 656 رجلًا، ولم نجد حالات التهاب التهاب بروستات جرثومي مزمن إلا فيما ندر، وهو الأمر الذي يؤكد الإحصائيات السابقة عن ندرة هذا المرض.

## التشخيص
توجد الجراثيم في نسيج غدة البروستات عند مرضى التهاب البروستات الجرثومي المزمن، ومع ذلك قد لا تظهر أي أعراض. يعتمد التشخيص بشكلٍ أساسي على زرع البول ومفرزات البروستات التي تجمع بعد تمسيد البروستات عبر المستقيم، ويجب كذلك فحص البول بعد تمسيد البروستات لتحري وجود الجراثيم فيه، ومن التحاليل المخبرية المفيدة قياس مستويات المستضد البروستاتي النوعي PSA في الدم، وتحليل السائل المنوي، إذ يجب زرع المني عند كل مرضى التهاب البروستات الجرثومي المزمن لاختيار نوع المضاد الحيوي المناسب للعلاج، وقياس مستويات الإيلاستاز والسيتوكينات.

## العلاج
يجب أن يكون المضاد الحيوي الذي اختير للعلاج قادرًا على الوصول لنسيج البروستات، إذ أنَّ الحاجز البروستاتي الدموي يمنع الكثير من الأدوية من الوصول إلى نسيج البروستات، ويتطلب العلاج الناجح استخدام المضادات الحيوية التي تتمتع بقدرة اختراق نسيج البروستات لفترات طويلة تصل حتى 4 – 8 أسابيع، وفي هذا السياق يبدو أنَّ الفلوروكينولونات والتتراسكلين والماكروليدات تتمتع بأفضل قدرة على اختراق نسيج البروستات من بين جميع المضادات الحيوية الأخرى، ومن الخيارات البديلة: نتروفورانتوين، الكينولونات مثل سيبروفلوكساسين وليفوفلوكساسين، الباكتريم، الدوكسيسيكلين. وجدت دراسات متعددة أنَّ تركيز ليفوفلوكساسين في مفرزات البروستات أعلى بنحو 5.5 مرة من سيبروفلوكساسين، ما يشير إلى قدرة أكبر على اختراق نسيج البروستات.
يمكن أن تصل معدلات النجاح السريري مع المضادات الحيوية التي تعطى عن طريق الفم إلى نحو 70% – 90% خلال 6 أشهر من العلاج، ولكن لا توجد حتى الآن دراسات تقارن بين هذا الاستخدام طويل الأمد للمضادات الحيوية وبين العلاج بالبلاسيبو أو عدم استخدام الأدوية على الإطلاق.
في حالة عدم الاستجابة على العلاج بالمضادات الحيوية يمكن استخدام حاصرات ألفا كالتامسولوسين مع أو بدون العلاج بمضاد حيوي لفترات طويلة. يمكن لبعض سلالات الجراثيم من الناحية النظرية تكوين أغشية حيوية تمنع وصول الأدوية إليها، وهو الأمر الذي يُحرِّض تطور التهاب البروستات الجرثومي المزمن. اقترحت بعض المراجع الطبية سابقًا تمسيد البروستات المتكرر عبر المستقيم كعلاج مساعد لالتهاب البروستات الجرثومي المزمن، لأن هذه الطريقة تُمزق الأغشية الجرثومية وتزيد تصريف مفرزات غدة البروستات، لكن التجارب والدراسات السريرية الحالية لم تظهر فوائد حقيقية لهذا الإجراء.

## الإنذار
يتميز التهاب البروستات الجرثومي المزمن بمعدل نكس مرتفع، إذ يتجاوز النكس 50%.
أظهرت دراسة أجريت عام 2007 أن العلاج الدوائي المشترك المتكرر الذي يتألف من مضادات حيوية مناسبة (سيبروفلوكساسين) مع حاصرات ألفا (التامسولوسين) يقضي على الخمج الجرثومي بشكل كامل في 83% من الحالات، مع غياب الأعراض السريرية عند أكثر من 94% من المرضى المعالجين بهذه الطريقة عند متابعتهم لفترة وصلت لأكثر من 30 شهر.

## معرض صور

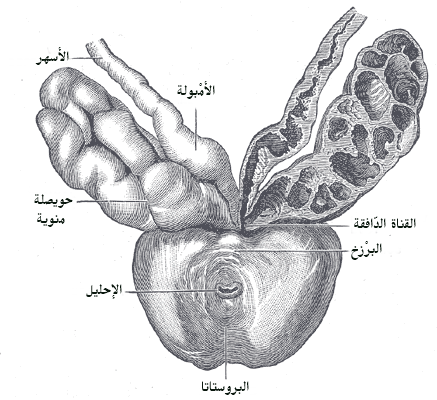
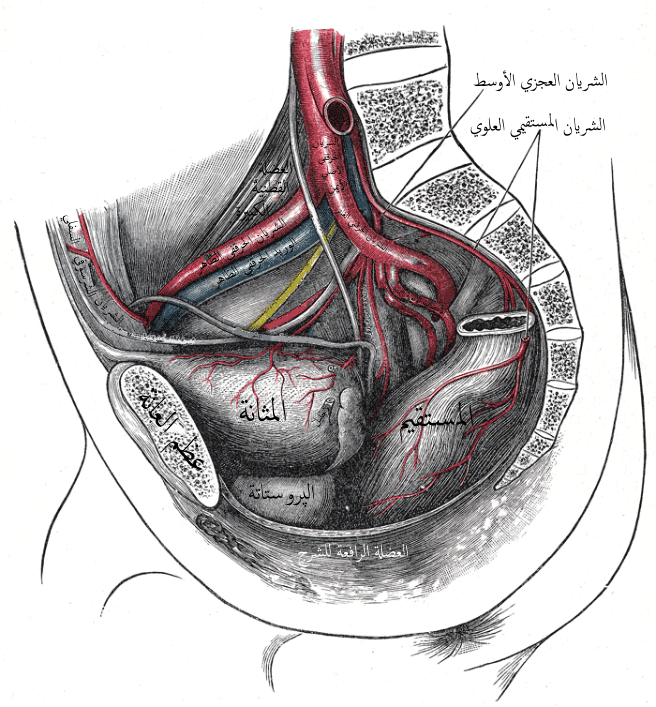
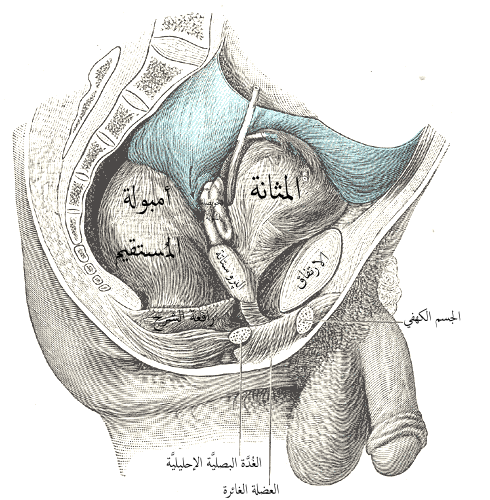